# Målsjön, Uppland
Målsjön är en våtmark, tidigare sjö i Norrtälje kommun i Uppland och ingår i Norrtäljeåns huvudavrinningsområde. Sjön har en area på 0,134 kvadratkilometer och ligger 22 meter över havet.

## Delavrinningsområde
Målsjön ingår i det delavrinningsområde (663056-164054) som SMHI kallar för Utloppet av Skedviken. Medelhöjden är 26 meter över havet och ytan är 48,59 kvadratkilometer. Räknas de 3 avrinningsområdena uppströms in blir den ackumulerade arean 89,97 kvadratkilometer. Avrinningsområdets utflöde Norrtäljeån (Ålderskärrån) mynnar i havet. Avrinningsområdet består mestadels av skog (47 procent) och jordbruk (27 procent). Avrinningsområdet har 8,41 kvadratkilometer vattenytor vilket ger det en sjöprocent på 17,3 procent.